# Die sieben Künste
Die sieben Künste ist ein unter Denkmalschutz stehendes Glasbild im Kantinen- und Kulturgebäude des SKL im Magdeburger Stadtteil Salbke.

## Lage
Das Kantinengebäude befindet sich unmittelbar an der Straße Alt Salbke nördlich des Haupteingangs zum Werk. Es dominiert den sehr hohen und steilen Vestibül und ist in die Ostwand des Gebäudes integriert.

## Gestaltung und Geschichte
Das Bild wurde um 1951 von Walter Bischof geschaffen. Das rechteckige, im hochkantigen Format gearbeitete Bild ist in einer Kupferrahmenkonstruktion gefasst. Es stellt auf 3 mal 4 Metern mit großer Farbigkeit die Künste Dichtung, Musik, Schauspiel, Tanz, Architektur und Bildhauerei dar und bedient sich dabei einer modernen abstrahierenden Formensprache. Die Fertigung erfolgte aufwendig unter Einsatz von Bleiverglasung. Weitere eingesetzte gestalterische Mittel sind Glasschliff, punktuelle Bemalung und Überfanggläser.
Mit dem Glasbild knüpfte der Künstler in der Nachkriegszeit an die Formen der 1920er Jahre an. Die in der Zeit des Nationalsozialismus nicht mehr zugelassenen Ausdrucksformen wie Konstruktivismus, Kubismus und Neue Sachlichkeit wurden fortgeführt. Die in der Sowjetischen Besatzungszone bzw. späteren DDR durch die Auswirkungen des Stalinismus bereits entstehenden bzw. vorhandenen Einschränkungen, die insbesondere aus dem sogenannten Formalismusstreit resultierend zu einem Sozialistischen Realismus führten, hatten auf dieses Werk noch keinen Einfluss.
Das Glasbild wird als kunsthistorisch herausragendes Zeugnis für den Versuch der Fortführung der Moderne in der Nachkriegszeit eingeschätzt.
Nach 1990 wurde auf Anregung von Reginald Richter das Glasbild in das Denkmalverzeichnis des Landes Sachsen-Anhalt aufgenommen.